# 楊高南路駅
座標: 北緯31度11分24秒 東経121度31分7秒 / 北緯31.19000度 東経121.51861度
楊高南路駅（ようこうなんろえき）は上海市浦東新区に位置する上海地下鉄7号線の駅である。

## 駅構造
- 島式ホーム2面4線を有する地下駅。

## 歴史
- 2009年12月5日 - 開業。

## 隣の駅
上海軌道交通
■7号線
高科西路駅 - 楊高南路駅 - 錦繍路駅